# Галба
Вижте пояснителната страница за други личности с името Галба.
Сервий Сулпиций Галба (на латински: Servius Sulpicius Galba) е римски император от юни 68 г. до 15 януари 69 г. – близо половин година, след което е убит. Галба е първият, управлявал през Годината на четиримата императори.
В Успоредни животописи Плутарх описва живота на Галба и Отон (неговият наследник в принципата) наред с тези на Арат от Сикион и Артаксеркс II. Също така той е един от т.нар. Дванадесет цезари, чийто живот е пресъздаден от римския историк Светоний в едноименното му произведение.

## Кариера
Галба произхожда от знатната и прославена патрицианска фамилия на Сулпициите, наследник на значителни богатства и е влиятелен военачалник, приближен на императорския двор, въпреки че не е свързан роднински по никакъв начин с първите шестима цезари. 
Смятало се че още като дете притежава необходимите качества и заложби и както Август, така и Тиберий предвиждат неговите бъдещи успехи. Същевременно според биографите на Галба, въпреки неговата висока репутация като частно лице, той бил по-скоро лишен от пороци, отколкото надарен с особени добродетели, а и бил твърде толерантен към злоупотребите на приближените си. С парите се разпореждал много пестеливо, но не бил алчен. Към славата не бил безразличен, въпреки че не я преследвал. Светоний, историкът на ранната империя, не спестява съмнителните слухове по адрес на Галба – ръцете и краката му били увредени от артрит, имал голям израстък, който придържал с превръзка, проявявал влечение към мъже, при това яки и зрели – негов дългогодишен любовник бил либертинът Икел.
Избран за претор през 20 г., управител на провинцията Аквитания и консул през 33 г., Галба се радва на добра репутация в Галия, Германия, Африка и Испания заради военните си успехи, твърдостта и безпристрастността си. Той бил известен също така и със своята жестокост и безпощадност спрямо престъпниците. След смъртта на Калигула не се вслушва в съветите на близките си и отказва претендентството да застане начело на държавата, а служи вярно на Клавдий.
През първата половина от управлението на Нерон не участва в политическия живот, но през 61 г. императорът му поверява управлението на Тараконска Испания. През пролетта на 68 г. след като узнава за намерението на Нерон да го убие, както и за въстанието на Юлий Виндекс в Галия, Галба се обявява против непопулярния император, но разгрома и самоубийството на Виндекс възвръщат нерешителността му. По-късно вестта, че Нимфидий Сабин (Nymphidius Sabinus), префектът на преторианците в Рим, се е обявил в негова подкрепа, отново му вдъхва решителност и начело на войските от Испания той тръгва към столицата. Дотогава Галба се е обявил само за легат (емисар) на Сената и народа, но не и за император; след самоубийството на Нерон през юни 68 г., 71-годишният Галба получава титлата Цезар и влиза тържествено в Рим.
През последната част от своя живот, Галба се показва като слаб и апатичен владетел. Тацит съвсем на място отбелязва: Когато бил частно лице, всички смятали, че заслужава нещо повече и че е способен да бъде добър император, докато не станал такъв. /Тац. Ист.I, 49)

## Принципат
С възкачването на Галба е сложен край на Юлиево-Клавдиевата династия, макар че голяма част от простолюдието съжалява за загубата на щедрия популист Нерон. Първоначално новият принцепс се радва на подкрепата на Сената, но решен на непопулярни мерки за да заздрави дисциплината и финансите, той никога не успява да спечели одобрение сред народа. Галба засяга интересите на градския плебс и лумпенпролетариите в Рим, като спира разходите за зрелища, и бързо настройва армията срещу себе си в резултат на своята стиснатост и строгост.
Още при възкачването си Галба обявил че няма навика да подкупва войниците за тяхната лоялност. Особено недоволни са преторианците – те не само не получават очакваните награди, но и са лишени от предишните си придобивки. В резултат префектът Нимфидий Сабин прави неуспешен опит да замени Галба като император през 68 г., но е разкрит и екзекутиран. Съсипан от старческа немощ и болести, Галба е манипулиран от своите приближени, подтикващи го към недалновидни постъпки които провалят авторитета му. Особено влияние над престарелия император имат консула Виний, префекта Лакон и либертина (освободения) Марциан Икел, фактически конролиращи управлението. Сред народа те били наричани „тримата възпитатели“.
На 1 януари 69 г. избухва бунт сред легионите в Германия, които настояват пред Сената за избор на нов император. Това позволява на Галба да осъзнае собствената си непопулярност. В опит да стабилизира ситуацията, той избира за помощник и наследник Луций Калпурний Пизон, благороден сенатор, човек достоен за уважение, но без особено влияние извън знатните кръгове; общественото мнение отдава тази постъпка на страх, а преторианците остават отвратени.
Отон, бившият управител на Лузитания, и един от първите поддръжници на Галба, ядосан, че не той е назначеният на мястото на Пизон, се обединява с преторианците и е провъзгласен за император в Рим. Галба, който накрая решава да се срещне със своите противници (по това време е толкова слаб, че се налага да дойде на носилка), е заклан и обезглавен на Форума (15 януари 69). Главата на екзекутирания император била набучена на копие и занесена като трофей на Отон.

### Извори
- Животът на Галба (Гай Светоний Транквил; английски превод и латински оригинал)
- Животът на Галба (Плутарх; английски превод)
- Дион Касий Книга 63

### Допълнителни материали
- Галба в RomansOnline Архив на оригинала от 2007-02-09 в Wayback Machine.
- An Emperor in trouble – Отношенията на Галба с римската армия
- Биография в De Imperatoribus Romanis